# El Palomar (Aragoncillo)
El Palomar es el yacimiento arqueológico de un poblado celtíbero situado en la pedanía de Aragoncillo, término municipal de Corduente, en la provincia de Guadalajara (España).
Está incluido en el Inventario del Patrimonio Cultural de Castilla-La Mancha pero no se encuentra acondicionado para la visita.

## Descripción
Se trata de un yacimiento de la Edad del Hierro ubicado medio kilómetro al sur de la localidad de Aragoncillo, en un cerro contiguo al sureste de La Pedriza.
Tiene unos treinta metros de altura y suaves pendientes, excepto la ladera norte formada por un farallón rocoso. La zona se caracteriza por encontrarse parcialmente abancalada por actividades agrícolas. La cobertura vegetal, de matorral y sabinar disperso, reduce la visibilidad del suelo. Los restos exhumados describen un poblado celtíbero que conserva una potente muralla perimetral a la que se adosan diversas estructuras de habitación de planta rectangular, formadas por un basamento de mampostería con un recrecido de tapial. En algunas se observan estructuras internas como hornos u hogares, registrándose hasta tres fases de ocupación.

### Fase I:sigloVIa.C.
Corresponde al período Celtibérico Antiguo. Esta fase es mal conocida por el alto grado de alteración, pero se documenta la existencia de una muralla a cuyo interior se localizan algunos tramos de muro pertenecientes a estructuras de planta angular destruidas por un violento incendio. También se documentan algunas cerámicas a torno de técnica ibérica, presuntamente importadas desde ámbitos levantinos.

### Fase II:sigloIIa.C.
Corresponde a las postrimerías del período Celtibérico Pleno, cuando se produce un episodio bélico que provoca una nueva destrucción violenta, y en la que interviene Roma, a juzgar por los elementos de artillería romana presentes en el interior del sitio. Es la fase de ocupación más importante del asentamiento. El trazado urbanístico consta de una potente muralla perimetral a cuyo interior se disponen espacios adosados, viviendas, corrales o cobertizos, que han proporcionado un ingente volumen de recipientes cerámicos elaborados a torno, asociados a elementos metálicos y restos fáunicos.

### Fase III:sigloIa.C.
Se trata del último momento de ocupación, muy avanzado el período Celtibérico Tardío y es mal conocido por la fuerte erosión sufrida por los estratos superficiales del yacimiento. Se superpone a las estructuras de la fase anterior, sobre todo en los paramentos delanteros. En otras ocasiones se manifiesta a través de la reestructuración de aquellos que, a veces, conlleva la construcción de tabiques de compartimentación interior. Las cerámicas muestran una marcada similitud con los tipos de la fase anterior.,,